# لئونارد بوچکوفسکی
لئونارد بوچکوفسکی (لهستانی: Leonard Buczkowski؛ ۵ اوت ۱۹۰۰ – ۱۹ فوریهٔ ۱۹۶۷) کارگردان فیلم و فیلم‌نامه‌نویس اهل لهستان بود.

از فیلم‌ها یا مجموعه‌های تلویزیونی که وی در آن‌ها نقش داشته‌است، می‌توان به پرونده خلبان مارشا، راپسودی بالتیک، ترانه‌های ممنوعه، اسکادران درخشان و عقاب اشاره نمود.